# 曼迪亞奎
曼迪亞奎（法語：Mandiakuy），是馬里的城鎮，位於該國中部，由塞古區的托米尼安省負責管轄，面積398平方公里，海拔高度307米，2009年人口20,522，人口密度每平方公里51.56人。